# 17354 Matrosov
17354 Matrosov este un asteroid din centura principală de asteroizi.

## Descriere
17354 Matrosov este un asteroid din centura principală de asteroizi. A fost descoperit pe 13 martie 1977 la Observatorul de Astrofizică din Crimeea de Nikolai Cernîh. Asteroidul prezintă o orbită caracterizată de o semiaxă mare de 2,62 ua, o excentricitate de 0,10 și o înclinație de 2,0° în raport cu ecliptica.